# IC 861
IC 861 ist eine Linsenförmige Galaxie vom Hubble-Typ S0/a mit aktivem Galaxienkern im Sternbild Canes Venatici am Nordsternhimmel. Sie ist schätzungsweise 510 Millionen Lichtjahre von der Milchstraße entfernt und hat einen Durchmesser von etwa 165.000 Lichtjahren. Vom Sonnensystem aus entfernt sich das Objekt mit einer errechneten Radialgeschwindigkeit von näherungsweise 11.400 Kilometern pro Sekunde.
Im selben Himmelsareal befinden sich unter anderem die Galaxien PGC 46067, PGC 2046314, PGC 2048608, PGC 2049541.
Das Objekt wurde am 5. Mai 1891 vom österreichischen Astronomen Rudolf Spitaler entdeckt.